# Квинтдецима
Квинтде́цима (лат. quinta-decima — пятнадцатая) — музыкальный интервал шириной в 15 ступеней, то есть объёмом в две октавы. Обозначается числом 15 (или 16 как удвоенная октава).

## Разновидности
- Чистая квинтдецима (ч. 15) содержит 12 тонов;
- Уменьшенная квинтдецима (ум. 15) — 11 1/2 тонов; (энгармонически равна увеличенной квартдециме).
- Дважды уменьшенная квинтдецима (ум. ум. 15) — 11 тонов; (энгармонически равна чистой квартдециме).
- Увеличенная квинтдецима (ув. 15) — 12 1/2 тонов;
- Дважды увеличенная квинтдецима (ув. ув. 15) — 13 тонов.

Увеличенная и дважды увеличенная квинтдецимы используются в теории, а на практике почти не применяются.

## Обращение
При обращении квинтдецимы нижний звук перемещается на октаву вверх, а верхний — на октаву вниз. В итоге получаем приму.